# Joseph Pinchon

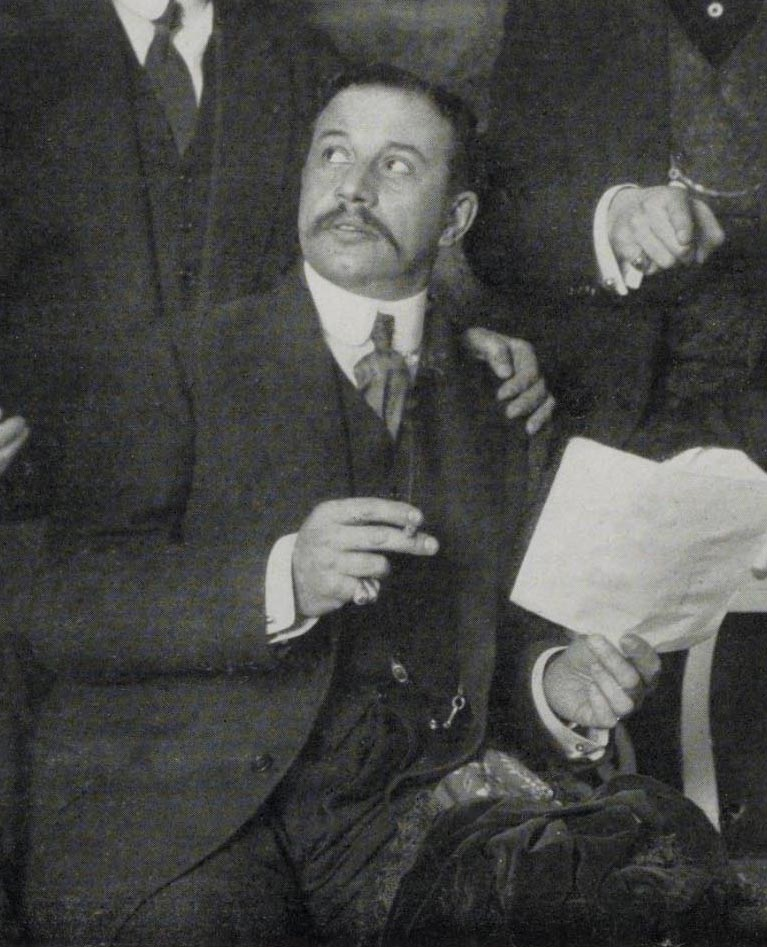
Joseph Porphyre Pinchon, 1910

Joseph Porphyre Pinchon (* 17. April 1871 in Amiens; † 20. Juni 1953 in Paris) war ein französischer Grafiker. Sein Bruder war der Bildhauer Émile Pinchon (1872–1933).

## Leben und Wirken
In frühen Jugendjahren war Pinchon Schüler Fernand Cormons und Paul-Albert Besnards. Für den Broterwerb arbeitete er ab 1904 als Illustrator für das Magazin Le Petit Journal illustré de la jeunesse. 1905 schuf er die bekannte Figur der Bécassine für das Mädchenmagazin La Semaine de Suzette, die er bis zu seinem Tod zeichnete. In der Zeit von 1913 bis 1950 erschienen 27 Alben zu der Figur. Pinchon arbeitete in der Folgezeit für Le Saint Nicolas, L’Écho de Paris und La France. Zudem war er von 1908 bis 1914 als Kostümbildner an der Pariser Oper tätig. 1920 realisierte er den Film Mon Village, der in Oberseebach im Elsass gedreht wurde. Er zeigte das Leben einer Familie in drei Epochen. Später arbeitete er für das belgische Magazin Wrill, für das er Gilles du Maquis, den Gringalou, Olive et Bengali und Suzel schuf.
Joseph Pinchon wurde auf dem alten Friedhof Saint-Acheul von Amiens bestattet.

## Rezeption
Pinchon beeinflusste einen großen Teil französischer und belgischer Comic-Illustratoren, darunter Hergé. 